# Matheus Nunes
Matheus Luiz Nunes (Campo Grande, Rio de Janeiro, 27 de agosto de 1998) é um futebolista luso-brasileiro que atua como volante. Defende o Manchester City.

## Carreira

### Primeiros passos
Matheus nasceu no município de São Gonçalo, no Rio de Janeiro. Chegou a atuar na  escolinha do Flamengo, mas não atuou nas categorias de base no Brasil pois acabou se mudando cedo para Portugal, aos 13 anos, para a cidade de Ericeira, junto com sua mãe, duas irmãs e o padrasto, que é português.

### Ericeirense
Em Portugal, começou na base do modesto Ericeirense, onde entrou após receber um convite de um amigo do condomínio onde morava. Ao mesmo tempo, trabalhava como padeiro, na padaria da família, alternando entre essas duas rotinas até 2018, quando foi contratado pelo Estoril.
Antes do Estoril, Matheus chegou a atuar no Oriental aos 18 anos, contudo ficou apenas duas semanas e acabou dispensado por causa de uma lesão. Pensou em desistir por isso, mas com apoio de sua mãe, retornou ao Ericeirense novamente onde conquistou a Divisão de Honra em 2017–18. Destacando-se no clube, Matheus recebeu convites dos times portugueses Braga e Benfica mais o francês Lille para testes, mas acabou não ficando.

### Estoril
Em 2018, já com 20 anos, foi contratado pelo Estoril. Primeiramente, foi integrado ao time Sub-23, depois para o time principal, alternando entre os dois na temporada. Sua estreia no time principal foi em dia 14 de outubro de 2018, no empate por 2–2 contra o Varzim válido pela Segunda Liga de 2018–19. Pelo time de Alcabideche, rapidamente se conseguiu espaço no time comandado pelo técnico brasileiro Lucas Góes, tendo atuado em 12 partidas da Liga Revelação e oito da Primeira Liga.

### Sporting
Após somente oito jogos no time principal do Estoril, no dia 29 de janeiro de 2019 foi anunciado e no dia 31 foi oficializado sua contratação pelo Sporting por 500 mil euros, assinando contrato por cinco temporadas e meia, com uma cláusula de rescisão de 45 milhões de euros.
Após atuar pela equipe Sub-23, foi lançado pelo então técnico Rúben Amorim, estreando pelos Leões no dia 4 de junho de 2020, na volta da Liga Portuguesa, em jogo da 25ª rodada no empate de 2–2 com o Vitória de Guimarães.
Em outubro, Matheus Nunes assinou uma renovação de contrato com o clube até junho de 2025, além de sua cláusula de rescisão aumentar de 45 para 60 milhões de euros e ganhar uma melhoria salarial. O Sporting também confirmou que adquiriu 100% do passe do jogador por 450 mil euros, antes o clube só possuía 50%, com o Estoril tendo a outra metade.
No dia 11 de novembro, Matheus deu uma assistência para Jovane Cabral fechar a goleada de 4–0 sobre o Vitória de Guimarães, pela 7ª rodada da Liga Portuguesa.

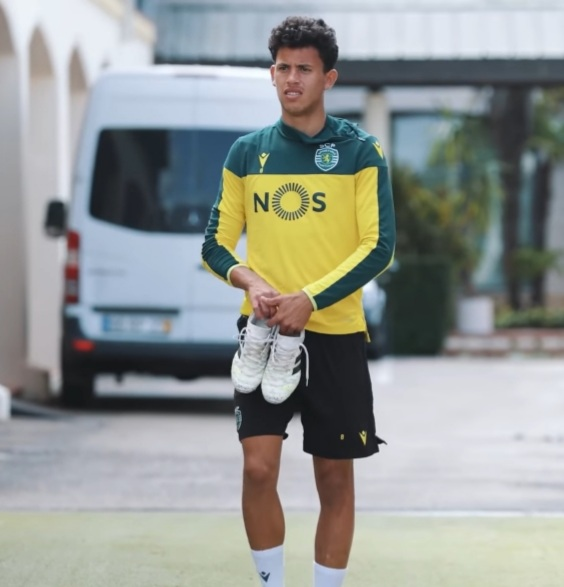
Matheus Nunes pelo Sporting em 2023

Marcou seu primeiro gol pelo Sporting no dia 2 de janeiro de 2021, na vitória por 2–0 sobre o SC Braga, pela 12a rodada da Primeira Liga de 2020–21. No dia 2 de fevereiro, foi o autor do gol da vitória de 1–0 aos 46 minutos do 2º tempo, sobre o Benfica, válido pela 16ª rodada da Primeira Liga e foi eleito o melhor jogador em campo.
No dia 15 de setembro, deu uma assistência para Paulinho fazer o único gol do Sporting na derrota por 5–1 para o Ajax, pela primeira rodada da Liga dos Campeões. Já no dia 2 de outubro, fez um dos gols dos leões na vitória de 2–1 sobre o Arouca, na 8.ª rodada da Primeira Liga. O volante disputou 50 jogos durante a temporada, sendo um dos destaques dos Leões e atraindo interesse de outros clubes, tendo também sido selecionado para o time do ano da Primeira Liga. Ao todo, o jogador disputou 101 partidas pelo Sporting, marcou oito gols e conquistou quatro títulos.

### Wolverhampton
Em 17 de agosto de 2022, Matheus Nunes foi anunciado pelo Wolverhampton como novo reforço para a temporada 2022–23. O volante custou 45 milhões de euros, e no acordo os Leões continuaram com 10% do passe para a uma venda futura, além de mais cinco milhões de euros por metas. Matheus escolheu a camisa 27 para atuar. Estreou apenas três dias depois, sendo titular na derrota por 1–0 para o Tottenham, em partida válida pela Premier League.
Marcou seu primeiro gol com a camisa do Wolves em 8 de abril de 2023, o único da vitória por 1–0 sobre o Chelsea na 30ª rodada da Premier League, que foi eleito o gol do mês de abril da Premier League. Em apenas uma temporada, Nunes destacou-se no Wolves, disputando 41 partidas e marcando um gol.

### Manchester City
Foi anunciado como novo reforço do Manchester City em 1 de setembro de 2023, com o valor da transferência sendo de 53 milhões de euros e Nunes assinando contrato por cinco temporada. Também escolheu atuar com número 27 pelo clube.

## Seleção Nacional

### Seleção Brasileira
Em agosto de 2021, foi um dos nove jogadores convocados por Tite para a Seleção Brasileira devido a proibição da Premier League de liberar jogadores para atuar nas Eliminatórias Sul-Americanas pelos aumentos de caso de COVID-19. Porém, recusou a convocação pelo fato de não ter a vacinação completa da doença, norma exigida em Portugal.

### Seleção Portuguesa
Após recusar a Seleção Brasileira, em setembro foi pela primeira vez convocado para a Seleção Portuguesa. O volante foi chamado pelo técnico Fernando Santos para dois jogos: um amistoso contra o Catar e um das Eliminatórias para Copa de 2022 contra Luxemburgo, ambos em outubro.
Matheus Nunes estreou pela Seleção no dia 9 de outubro, na vitória por 3–0 sobre o Catar no Estádio Algarve. Em 17 de março de 2022, foi um dos 22 convocados por Fernando Santos para a disputa da repescagem das Eliminatórias da Copa do Mundo. No primeiro jogo da respescagem, o volante entrou no segundo tempo e fez o último gol vitória de Portugal na vitória por 3–1 sobre a Turquia, após receber passe de Rafael Leão. Esse foi o primeiro gol de Matheus pela Seleção.
Em 20 de maio, Nunes foi um dos 26 convocados para representar Portugal na Liga das nações, em jogos contra a Espanha, Suíça e Chéquia.
Figurou na lista de 55 pré-convocados para a Copa do Mundo de 2022 e foi um dos 26 convocados na lista final para representar Portugal.
Em 21 de maio de 2024, Matheus Nunes constou na lista de 26 convocados para disputar a Eurocopa de 2024.

## Estatísticas
Atualizadas até dia 6 de março de 2024

### Clubes
| Equipe            | Temporada         | Campeonato nacional | Campeonato nacional | Campeonato nacional | Copa nacional[a] | Copa nacional[a] | Copa nacional[a] | Competições continentais[b] | Competições continentais[b] | Competições continentais[b] | Outros torneios[c] | Outros torneios[c] | Outros torneios[c] | Total | Total | Total   |
| Equipe            | Temporada         | Jogos               | Gols                | Assist.             | Jogos            | Gols             | Assist.          | Jogos                       | Gols                        | Assist.                     | Jogos              | Gols               | Assist.            | Jogos | Gols  | Assist. |
| ----------------- | ----------------- | ------------------- | ------------------- | ------------------- | ---------------- | ---------------- | ---------------- | --------------------------- | --------------------------- | --------------------------- | ------------------ | ------------------ | ------------------ | ----- | ----- | ------- |
| Estoril           | 2018–19           | 6                   | 0                   | 0                   | 2                | 0                | 0                | —                           | —                           | —                           | —                  | —                  | —                  | 8     | 0     | 0       |
| Estoril           | Total             | 6                   | 0                   | 0                   | 2                | 0                | 0                | 0                           | 0                           | 0                           | 0                  | 0                  | 0                  | 8     | 0     | 0       |
| Sporting          | 2019–20           | 10                  | 0                   | 0                   | —                | —                | —                | —                           | —                           | —                           | —                  | —                  | —                  | 10    | 0     | 0       |
| Sporting          | 2020–21           | 31                  | 3                   | 2                   | 6                | 0                | 1                | 2                           | 0                           | 0                           |                    |                    |                    | 39    | 3     | 3       |
| Sporting          | 2021–22           | 33                  | 3                   | 2                   | 10               | 1                | 0                | 6                           | 0                           | 1                           | 1                  | 0                  | 1                  | 50    | 4     | 4       |
| Sporting          | 2022–23           | 2                   | 1                   | 1                   |                  |                  |                  |                             |                             |                             |                    |                    |                    | 2     | 1     | 1       |
| Sporting          | Total             | 76                  | 7                   | 5                   | 16               | 1                | 1                | 8                           | 0                           | 1                           | 0                  | 0                  | 0                  | 101   | 8     | 8       |
| Wolverhampton     | 2022–23           | 34                  | 1                   | 1                   | 5                | 0                | 0                | —                           | —                           | —                           | —                  | —                  | —                  | 39    | 1     | 1       |
| Wolverhampton     | 2023–24           | 2                   | 0                   | 0                   | —                | —                | —                | —                           | —                           | —                           | —                  | —                  | —                  | 2     | 0     | 0       |
| Wolverhampton     | Total             | 36                  | 1                   | 1                   | 5                | 0                | 0                | 0                           | 0                           | 0                           | 0                  | 0                  | 0                  | 41    | 1     | 1       |
| Manchester City   | 2023–24           | 11                  | 0                   | 2                   | 3                | 0                | 0                | 7                           | 0                           | 2                           | 2                  | 0                  | 1                  | 23    | 0     | 5       |
| Manchester City   | Total             | 11                  | 0                   | 2                   | 3                | 0                | 0                | 7                           | 0                           | 2                           | 3                  | 0                  | 1                  | 23    | 0     | 5       |
| Total na carreira | Total na carreira | 129                 | 8                   | 8                   | 26               | 1                | 1                | 15                          | 0                           | 3                           | 3                  | 0                  | 2                  | 173   | 9     | 14      |

- a. ^ Jogos da Taça da Liga, Taça de Portugal, Copa da Liga Inglesa e Copa da Inglaterra
- b. ^ Jogos da Liga Europa da UEFA  e Liga dos Campeões da UEFA
- c. ^ Jogos do Supertaça Portuguesa e Mundial de Clubes

### Seleção Principal
Atualizadas até dia 1 de março de 2024
| Ano   |       |      |         |
| Ano   | Jogos | Gols | Assist. |
| ----- | ----- | ---- | ------- |
| 2021  | 3     | 0    | 0       |
| 2022  | 8     | 1    | 0       |
| Total | 11    | 1    | 0       |

## Títulos
Ericeirense
- Campeonato Destrital AF Lisboa: Divisão de Honra de 2017–18

Sporting
- Primeira Liga: 2020–21
- Taça da Liga: 2020–21 e 2021–22
- Supertaça Cândido de Oliveira: 2021

Manchester City
- Copa do Mundo de Clubes da FIFA: 2023[46]
- Premier League: 2023–24[47]
- Supertaça da Inglaterra: 2024

### Prêmios individuais
- Seleção da Primeira Liga: 2021–22